# François Bigottini
Pour les articles homonymes, voir Bigottini.
Francesco ou François Bigottini est un acteur, dramaturge, décorateur et machiniste de théâtre italien né en Italie vers 1717 et mort à Paris le 3 juin 1786.
Dans ses Mémoires, Carlo Goldoni dit avoir rencontré ce comédien à Rimini en 1741, où il tenait les rôles d'Arlequins. Il était « bon acteur pour les rôles de son emploi, mais surprenant pour les métamorphoses et pour les transformations ».
À partir des années 1750, Bigottini sillonne les Pays-Bas et les Pays-Bas autrichiens : il joue à Rotterdam en 1754 et à Bruxelles en 1756. L'année suivante, il débute à Paris, au Théâtre-Italien : « Le mercredi 26 avril [1757], débuta un Arlequin italien nommé Bigottini, dans Arlequin Scanderberg et dans Arlequin Hulla ; dans la première, il joua très bien un rôle de maître de musique, et très mal dans Arlequin Hulla ; il fut renvoyé peu de temps après », écrit Gueullette.
Bigottini repart en province et joue à Marseille en 1760, où il donne une pièce de sa composition, Coraline Protée (1761). Il est à Genève de 1766 à 1768, où il fait imprimer sa pièce L'Origine d'Arlequin, avec sa naissance (1766). Le Mercure de France écrit qu'il est le « premier inventeur des machines employées dans la métamorphose de la Fée Urgelle à Genève », consistant à transformer une chaumière en château magnifique.
Après avoir joué à Lyon, Bigottini fait route vers l'Espagne et passe trois ans à l'Opéra italien de Cadix, d'où il négocie un engagement au Théâtre de la Monnaie de Bruxelles. Dans l'une de ses lettres, il écrit aux directeurs Vitzthumb et Compain : « J'ai presque toutes mes décorations et machines pour mes pièces, ainsi je vous fournirai donc tout ce que j'ai, décorations, machines, cordes, poulies, ferraille et toutes les diableries ensemble, ainsi vous ne me fournirez que le bois ». Les directeurs l'engagent finalement comme Arlequin pour la saison 1774-1775 : le contrat stipule qu'il devra « prêter toutes ses machines et décorations ».
Le 18 février 1777, il débute à nouveau au Théâtre-Italien, dans Arlequin esprit follet, une pièce de sa composition. Le Mercure de France écrit : « Ses métamorphoses sont très nombreuses et très surprenantes. Le sieur Bigottini est admiré par la variété de ses changements, par la promptitude et l'adresse avec laquelle il les exécute, par le contraste qu'il met dans ses différents rôles, et par les divers talents qu'il développe. Cet acteur chante, d'une manière fort plaisante, des airs de sa composition ».
Après la suppression du genre italien début 1780, Bigottini est congédié avec une indemnité correspondant à ses appointements antérieurs. En janvier 1780, il s'associe avec François Duval-Malter, Louis Hamoir et Jean-Nicolas Le Mercier pour diriger le Théâtre des Variétés-Amusantes, mais doit renoncer onze mois plus tard en raison de ses propres difficultés financières.
Il repart alors en province et s'établit à Toulouse, où il se consacre à la peinture. Il y donne naissance à la future danseuse Émilie Bigottini.
Il meurt à Paris en 1786.